# A Rag Baby
A Rag Baby è un cortometraggio muto del 1917 diretto da Joseph A. Richmond. Prodotto dalla Selig Polyscope Company, fu sceneggiato da Charles Hale Hoyt il cui nome appare anche tra gli interpreti, Edward Allen, William Fables, James Harris.

## Produzione
Il film fu prodotto dalla Selig Polyscope Company.

## Distribuzione
Distribuito dalla K-E-S-E Service, il film - un cortometraggio in due bobine - uscì nelle sale cinematografiche statunitensi il 9 luglio 1917.